# Daniel Oliver
Daniel Oliver (Newcastle upon Tyne, 6. veljače – Kew, 21. prosinca 1916.) bio je britanski botaničar i član Kraljevskog društva u Kraljevskim botaničkim vrtovima u Kewu i na Sveučilišnom koledžu u Londonu. Daniel Oliver bio je odgovoran za nastavak uređivanja “Icones Plantarum” Sir W. J. Hookera nakon njegova umirovljenja. Rođen u Newcastle-upon Tyneu, školovao se u Friend's School u Brookfieldu blizu Wigtona i od ranog djetinjstva počeo je davati doprinos proučavanju botanike. Godine 1847. objavio je popis biljaka iz Boulsdersdalea i Teesdalea u časopisu “The Phytologist” i uskoro je krenuo na botanička putovanja u Irsku i Aransko otočje. Od 1858. radio je kao asistent u Kewu i ovdje je objavio mnoga važna djela, uključujući “Lessons in Elementary Botany” (1864), tri sveska Flore tropske Afrike (1868-1877) i njegove Ilustracije glavnih prirodnih redova biljnog kraljevstva (1874).
Godine 1861. Oliver je imenovan profesorom botanike na Sveučilišnom koledžu u Londonu, a tri godine kasnije postao je čuvar knjižnice i herbarija u Kewu, na kojem je položaju ostao do svog umirovljenja 1890. U kasnijem životu Oliver je napisao knjigu o vrtovima Kew i bio postao je član i Kraljevskog i Linneovog društva, također primajući medalje od oba. Umro je od zatajenja srca u Kewu u prosincu 1916.